# Rwamagana
Rwamagana est une ville du Rwanda, capitale du district de Rwamagana et de la Province de l'Est. Elle est située à 50 km de Kigali. Rwamagana aussi est l'un des sept districts composant la province de l'Est. 

## Géographie
Le district de Rwamagana a 14 secteurs qui sont : Kigabiro, Muhazi, Gishari, Munyiginya, Mwulire, Fumbwe, Munyaga, Rubona, Gahengeri, Nzige, Karenge, Musha, Muyumbu et Nyakariro. 

## Démographie
La population de Rwamagana s'élève à 484 953 habitants selon le recensement de 2022.

## Personnalités
- Rwagasore Remy, évêque du diocèse de Kibungo, né à Rwamagana en 1954.